# Dzielnica Cesarska w Poznaniu

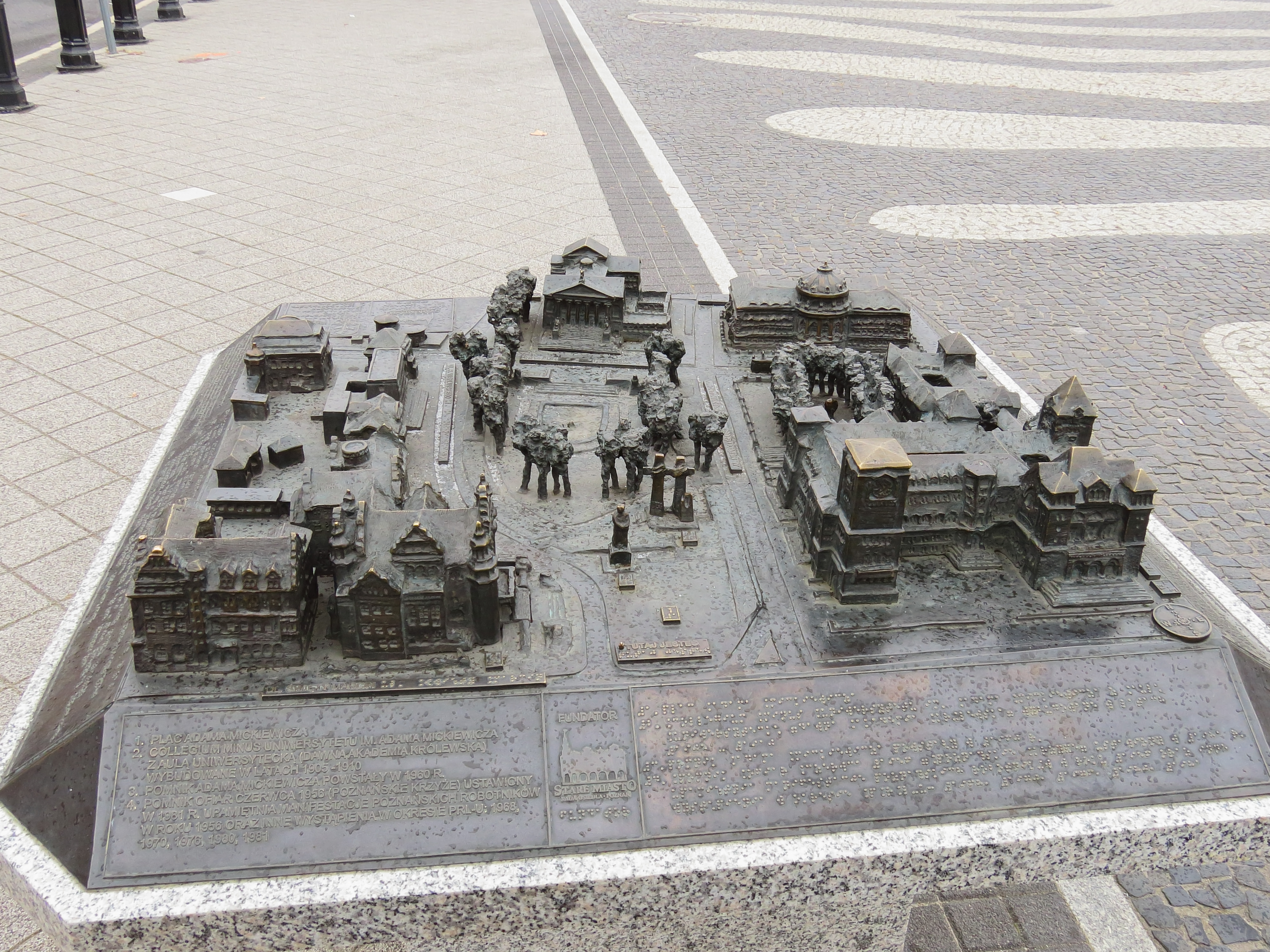
Model Dzielnicy Cesarskiej (2018)

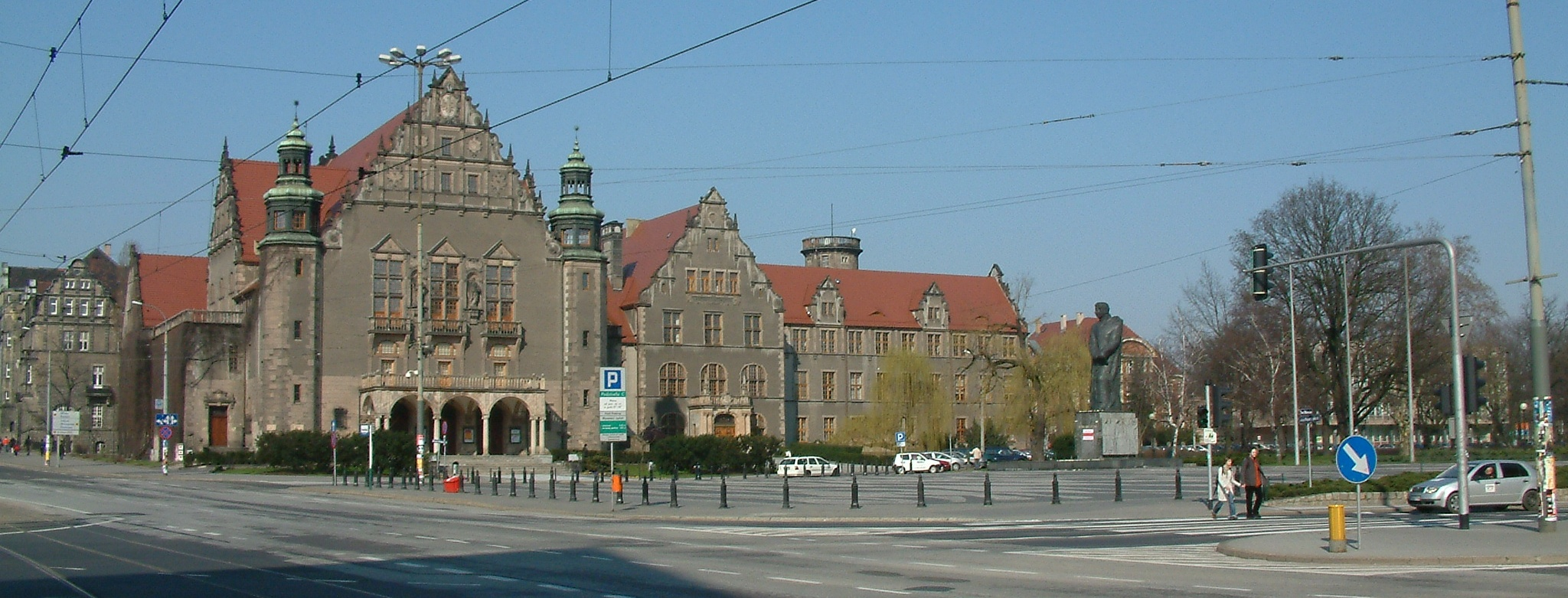
Plac Adama Mickiewicza, Collegium Minus (2007)

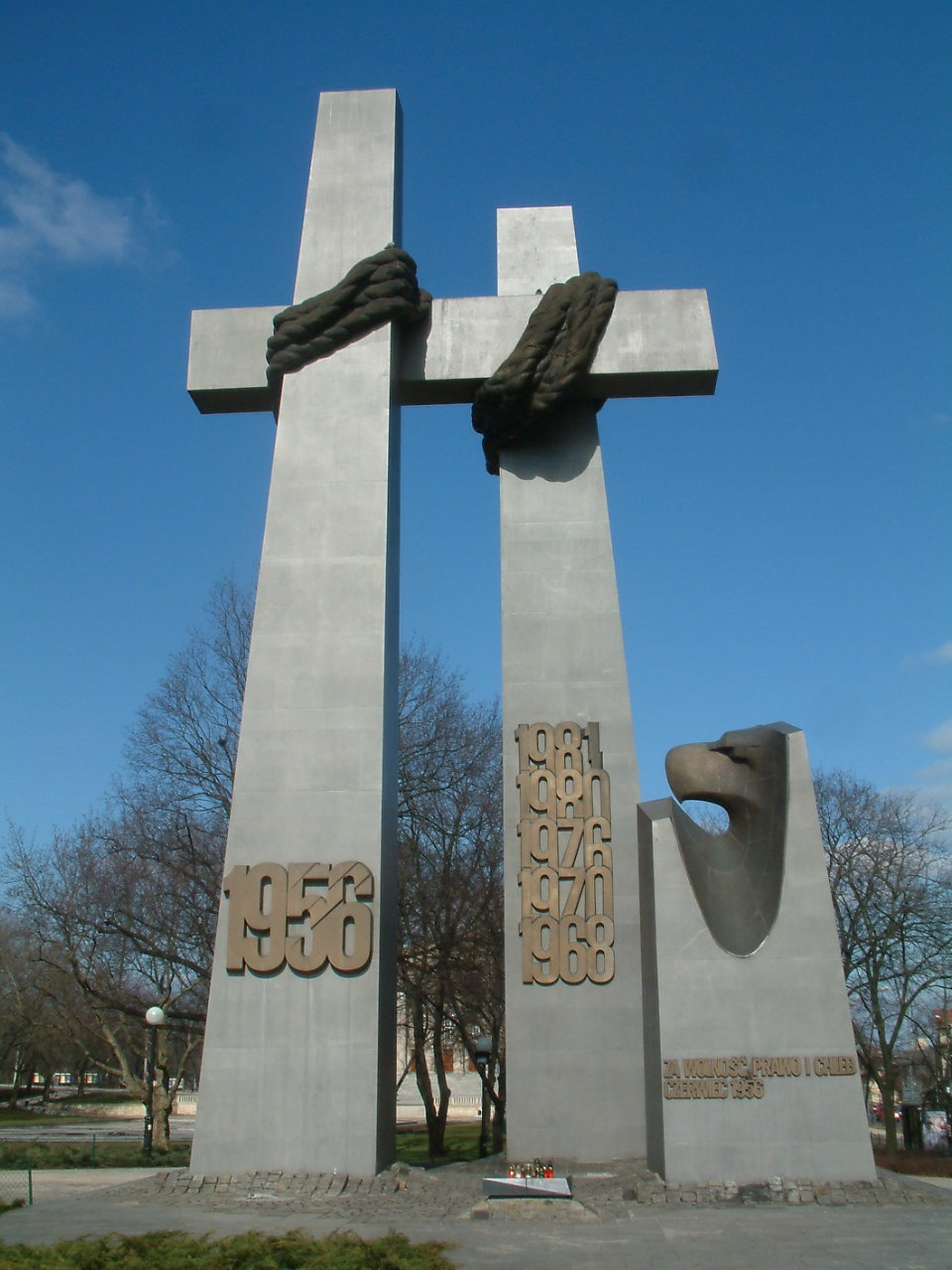
Pomnik Ofiar Czerwca 1956 (2005)

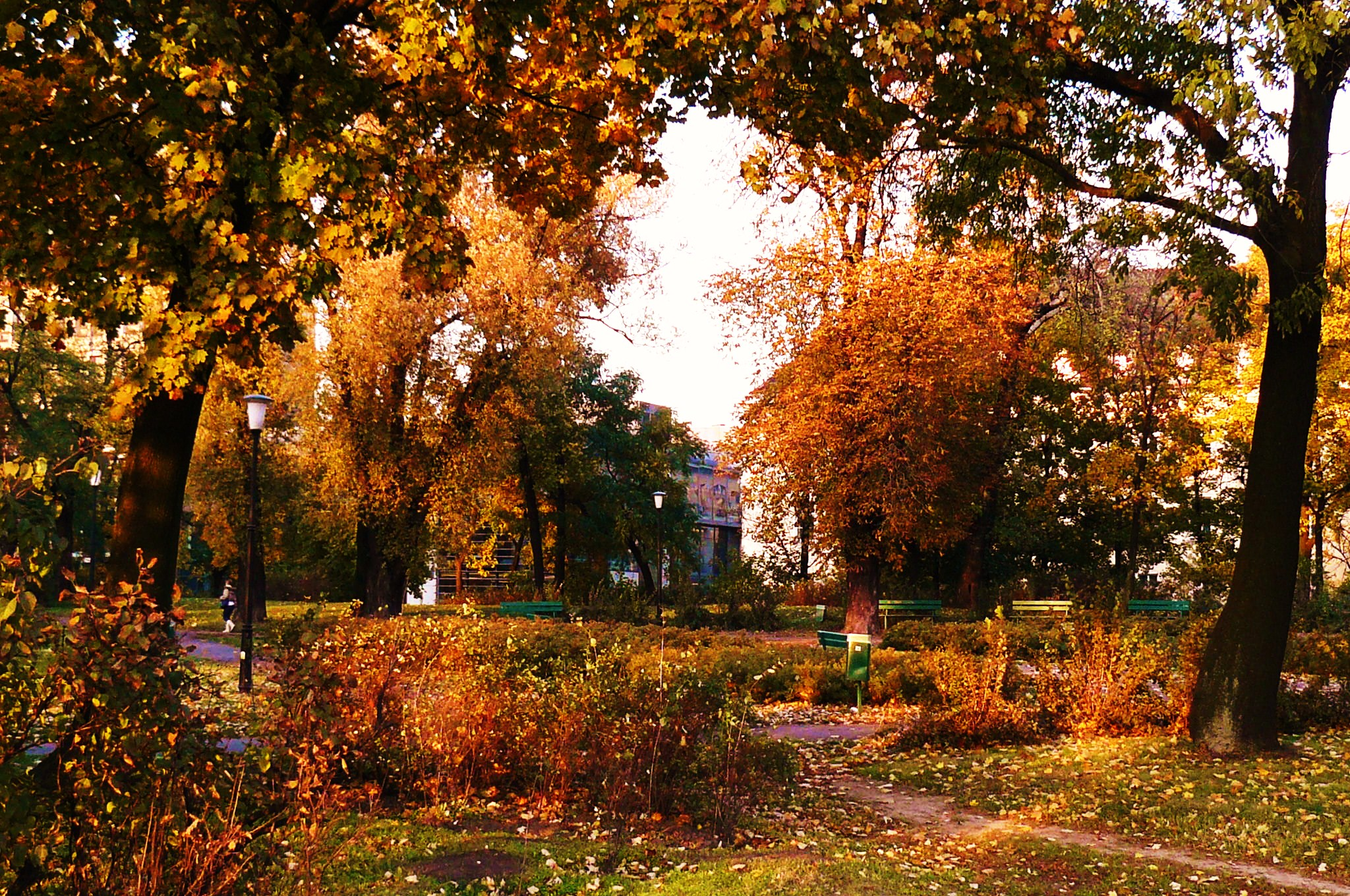
Park Marcinkowskiego jesienią 2010 roku

Dzielnica Cesarska w Poznaniu (także: Dzielnica Zamkowa) – ogólna nazwa zespołu reprezentacyjnych zabudowań w Poznaniu, projektowanych przez wybitnych architektów europejskich, znajdujących się w zachodniej części ścisłego centrum miasta, w stylach historycznych. W 2008 uznana została przez prezydenta Polski, w ramach historycznego zespołu miasta Poznania, jako pomnik historii.

## Historia
Dzielnica powstała w miejscu likwidowanych obwarowań Twierdzy Poznań, na ich zachodnim odcinku, zwłaszcza w szeroko rozumianym rejonie Bramy Berlińskiej. Genezą jej powstania była konieczność poprawy rozwoju przestrzennego miasta, hamowanego jak dotąd poprzez istnienie obwarowań. Kluczowa narada w tej sprawie odbyła się 21 maja 1898, a udział w niej wziął m.in. pruski minister oświecenia Robert Bosse i minister spraw wewnętrznych Erhard von der Recke. Poznań należał wówczas do miast o wyjątkowo niekorzystnej strukturze zabudowy – aż 10% ludności mieszkało stłoczone w suterenach. Nie wpływało to korzystnie na chęć osiedlania się tutaj przez państwowy korpus urzędniczy.
Pierwszy plan rozwoju budownictwa monumentalnego na tym terenie powstał w 1890 (radca budowlany Heinrich Grüder). Następną wersję, w 1903 sporządził Joseph Stübben. W 1904 cesarz Wilhelm II Hohenzollern powołał Królewską Komisję Rozbudowy Poznania, która zajęła się realizacją planów. 20 sierpnia 1910 miasto zyskało tytuł Rezydencjonalnego Miasta Poznań, w tym też dniu uroczyście poświęcono Zamek Cesarski.
Według Jana Skuratowicza celem stworzenia zespołu architektonicznego w takiej monumentalnej formie było ukształtowanie syntetycznej praniemieckiej wizytówki nowej stolicy germańskiego wschodu. Wszystkie elementy programu podporządkowano idei der Hebung (podniesienia) miasta na wyższy poziom.

## Zabudowa oryginalna
Na Dzielnicę Cesarską składają się przede wszystkim następujące zabudowania (od północy):
- Teatr Wielki, 1910, architekt Max Littmann – wzorowany na Villi Rotonda w Vicenzy,
- Park Henryka Wieniawskiego,
- Niemiecki Bank Listów Zastawnych (późniejsze ZETO), 1912–1914, architekci August Raeder i Otto Meister,
- Park Adama Mickiewicza,
- Plac Adama Mickiewicza,
- Collegium Maius (dawna Komisja Kolonizacyjna), 1908–1910, radca budowlany Delius,
- Zamek Cesarski (wraz z Ogrodem Zamkowym), 1905–1910, architekt Franz Schwechten,
- Willa Adolfa Landsberga, 1911, architekt Hans Uhl, sztukaterie Martin Samter,
- Instytut Higieny, 1912, architekt Fritz Teubner,
- Collegium Minus (dawna Akademia Królewska), 1905–1910, architekt Edward Fürstenau,
- Akademia Muzyczna (dawny Dom Ewangelicki – Evangelisches Vereinhaus), 1907–1908, architekt Johannes z Charlottenburga,
- Collegium Iuridicum (dawny Bank Spółek Raiffeisena), 1907, projekt berlińska firma Hartmann & Schlenzig,
- Ziemstwo Kredytowe (Posener Landschaft) i Dyrekcja Poczty (Oberpostdirektion), 1910, architekt Franz Schwechten,
- Park Karola Marcinkowskiego.

## Zabudowa późniejsza
W okresie późniejszym (przed i po II wojnie światowej) zabudowę dzielnicy reprezentacyjnymi gmachami i budowlami kontynuowano. Powstały m.in. (od północy):
- Biblioteka Wydziału Filologii Polskiej i Klasycznej UAM, 2009, architekt Jacek Bułat z zespołem,
- Ławeczka Stanisława Kozierowskiego, 2019,
- Pomnik Katyński, 1999, Robert Sobociński,
- gmach NOT, 1960–1963, architekci Henryk Jarosz, Jerzy Liśniewicz i Jan Wellenger,
- Pomnik Ofiar Czerwca 1956, 1981, wcześniej pomnik Ottona Bismarcka i Pomnik Najświętszego Serca Pana Jezusa,
- buk czerwony Fryderyk Chopin, posadzony w dwusetną rocznicę urodzin muzyka w lutym 2010, z inicjatywy miasta, województwa i Filharmonii Poznańskiej[3],
- Pomnik Adama Mickiewicza, 1960, architekci Bazyli Wojtowicz i Czesław Woźniak,
- Aula Nova, 2006, architekt Jerzy Gurawski,
- rzeźba Obszar obrazów efemerycznych, 2009, Jan Berdyszak,
- pomnik Ignacego Jana Paderewskiego, 2015, Rafał Nowak,
- Pomnik kryptologów, 2007, Grażyna i Mariusz Kozakiewicze,
- Uniwersytet Ekonomiczny, 1929–1932, architekt Adam Ballenstaedt,
- pomnik Edwarda Taylora i Zbigniewa Zakrzewskiego, 2009, 2010, Wiesław Koronowski,
- Ławeczka Heliodora Święcickiego, 2010,
- Ławeczka Józefa Kostrzewskiego, 2012.

Kontynuacją zabudowy Dzielnicy Cesarskiej w kierunku południowym jest dalszy pas gmachów reprezentacyjnych wzdłuż Alei Niepodległości, ul. Towarowej i Parku Marcinkowskiego, m.in. Dyrekcja Kolei w Poznaniu, Collegium Novum czy wysokościowiec Delta.

## Kontekst
Zabudowa Dzielnicy Cesarskiej stała się dla mieszkańców Poznania w początku XX wieku wymarzonym miejscem spacerów i rekreacji – wcześniej miasto „okute” umocnieniami twierdzy nie miało podobnych terenów o wysokim standardzie. Jakość architektury, którą zabudowano ten teren postawiło natomiast Poznań w gronie zaplanowanych z rozmachem miast europejskich tamtego okresu.